# 浜松国際ピアノコンクール
浜松国際ピアノコンクール（はままつこくさいピアノコンクール、Hamamatsu International Piano Competition）は、静岡県浜松市のアクトシティ浜松を会場として3年に1度開催される国際ピアノコンクール。浜松市および浜松市文化振興財団が主催。

## 概要
現在では、国際音楽コンクール世界連盟に加盟する国際コンクールである。第1回大会は浜松市市制施行80周年を記念して1991年（平成3年）に開催され、若手ピアニストの育成を図るとともに楽器の街から音楽文化の街への昇華を図る近年の浜松市政の代表的なものとなっている。ただし、第10回は全参加者88人に対して日中韓参加勢が46人と半数を超え、本選進出者の6人全員がアジア系であった。
小説家の恩田陸は、ピアノコンクールをテーマとした『蜜蜂と遠雷』を執筆するにあたり、2006年の第6回大会からほぼ全参加者の演奏を聴き、執筆が終わっている第10回大会においても尚、演奏を聴き続けていた。

## 沿革
- 1991年（平成3年） - 第1回大会・会場は浜松市民会館（現・浜松市教育文化会館）
- 1994年（平成6年） - 第2回大会・この大会から会場をアクトシティ浜松に移す
- 1997年（平成9年） - 第3回大会・この大会から中村紘子が審査委員長となる
- 1998年（平成10年） - 国際音楽コンクール世界連盟への加盟が承認される
- 2000年（平成12年） - 第4回大会
- 2003年（平成15年） - 第5回大会
- 2006年（平成18年） - 第6回大会
- 2009年（平成21年） - 第7回大会
- 2012年（平成24年） - 第8回大会
- 2015年（平成27年） - 第9回大会
- 2018年（平成30年） - 第10回大会
- 2021年（令和3年） - 第11回大会の予定であったが新型コロナウイルスの流行により中止。代替イベントとして『浜松国際ピアノフェスティバル』を実施。
- 2024年（令和6年） - 第12回大会

## 優勝者
- 第1回 - セルゲイ・ババヤン（アルメニア）
- 第2回 - ヴィクトル・リャードフ（ロシア）
- 第3回 - アレッシオ・バックス（イタリア）
- 第4回 - アレクサンダー・ガヴリリュク（ウクライナ）
- 第5回 - 該当者なし（第2位はラファウ・ブレハッチ〈ポーランド〉とアレクサンダー・コブリン〈ロシア〉）
- 第6回 - アレクセイ・ゴルラッチ（ウクライナ）
- 第7回 - チョ・ソンジン（韓国）
- 第8回 - イリヤ・ラシュコフスキー（ロシア）
- 第9回 - アレクサンダー・ガジェヴ（イタリア／スロベニア）
- 第10回 - ジャン・チャクムル（トルコ）
- 第11回 -コロナウイルスの影響により中止
- 第12回 - 鈴木愛美（日本）

## 日本の受賞者
- 第1回 - 南雲竜太郎（第4位）、長尾洋史（第5位）、三輪郁（奨励賞）
- 第2回 - 柴田彩子（第3位）
- 第3回 - 大崎結真（第5位）
- 第4回 - 上原彩子（第2位、日本人作品最優秀演奏賞）、奈良希愛（奨励賞）
- 第5回 - 関本昌平、須藤梨菜（ともに第4位）、鈴木弘尚（第5位）
- 第6回 - 北村朋幹（第3位）
- 第7回 - 尾崎有飛（奨励賞）
- 第8回 - 中桐望（第2位）、佐藤卓史（第3位、室内楽賞）、内匠慧（第6位、日本人作品最優秀演奏賞）
- 第9回 - 三浦謙司（奨励賞）
- 第10回 - 牛田智大（第2位、聴衆賞）、今田篤（第4位）、務川慧悟（第5位）、安並貴史（第6位）、梅田智也（日本人作品最優秀演奏賞）
- 第12回 - 鈴木愛美（第1位、室内楽賞、聴衆賞、札幌市長賞、ワルシャワ市長賞）、小林海都（第3位）